# Thủy điện Châu Thắng
Thủy điện Châu Thắng hay Thủy điện Sông Quàng là thủy điện xây dựng trên dòng Sông Quàng tại vùng đất bản Chiềng xã Châu Thắng huyện Quỳ Châu và xã Tiền Phong huyện Quế Phong tỉnh Nghệ An, Việt Nam .
Thủy điện Châu Thắng có công suất lắp máy 14 MW với 2 tổ máy, khởi công đầu năm 2013, hoàn thành tháng 5/2017.
Đập tạo hồ ở cách cỡ 1 km từ cửa đổ vào sông Hiếu .